# 谢讷堡
谢讷堡（法語：Chêne-Bourg）是瑞士日内瓦州的一个镇，位于日内瓦市区以东，莱芒湖与阿尔沃河之间。谢讷堡是日内瓦州成立最晚、面积最小的市镇。
截至2009年底，谢讷堡共有居民7963人。

## 外部連結
- （法文）谢讷堡官方网站（页面存档备份，存于）